# Вандомская площадь
Вандо́мская пло́щадь (фр. Place Vendôme), ранее площадь Людовика Великого (Place Louis le Grand) — одна из пяти «королевских площадей» Парижа. Метро: линии 3, 7, 8, станция Opéra.

## Исторические сведения и описание

### Создание и архитектурный ансамбль
Вандомская площадь расположена в 1-м муниципальном округе Парижа, недалеко от Парижской оперы. По форме представляет собой правильный прямоугольник со скошенными углами. К ней примыкают две улицы (ул. Мира и ул. Кастильоне), расположенные по одной оси.
Создана в 1699 году по проекту архитектора Жюля Ардуэн-Мансара (цоколь, коринфский ордер, разнообразные по форме слуховые окна и в центре каждой стороны фронтоны) в честь Людовикa XIV, а название получила от дворца Сезара де Вандома, чей дворец находился на том месте, где возникла площадь.
В центре площади в 1699 году (тогда Площадь Людовика Великого) на постаменте установили конную статую короля Людовика XIV работы выдающегося скульптора «большого стиля» Ф. Жирардона. Статуя была уничтожена во время Французской революции в 1789 году. В 1784 году её уменьшённая реплика помещена в Антиквариум Лувра. Она неоднократно воспроизводилась в гравюрах и стала одним из прообразов многих других подобных монументов последующих эпох.
Инициатором создания площади был министр Ф. Лувуа, который в 1680 году купил дворец герцога Вандомского и прилегавший к нему монастырь Капуцинов. Для площади было выбрано место на пути от Лувра к Версалю. Для отчуждения и выкупа земельного участка и строений было создано специальное паевое общество, что послужило причиной интенсивных спекулятивных операций: «Площадь Вандом, на организацию которой были истрачены колоссальные средства и вокруг которой разгорелась особенно оживлённая спекулятивная игра, создала новый ансамблевый „остров“ на крайней западной оконечности тогдашнего Парижа, послужив опорной точкой для дальнейшей застройки города в этом районе». Американский историк и литературовед Джоан Дежан (англ. Joan DeJean), отмечая, что во Франции в то время большое значение приобрели финансисты и застройщики, писала: «Как раз в тот момент, когда кошельки финансистов были толще чем когда бы то ни было, в районе Ришельё появилась последняя в этом веке достопримечательность, площадь, известная сегодня под названием Вандомской (Place Vendôme)». По её мнению, в архитектурном плане она фактически представляла собой двойник Королевской площади, которая в свою очередь считается «символом начала золотого века развития парижской недвижимости».
Первоначально предполагалось, что площадь будет иметь традиционную квадратную форму и на ней будут располагаться Королевская библиотека, Кабинет коллекций медалей и Академии. Но в связи с нехваткой средств, чтобы сократить строящуюся площадь, по предложению Лувуа было решено срезать её углы, что было выгодно и в коммерческом отношении: благодаря такому шагу можно было выиграть место для лишних особняков. Таким образом получилась нынешняя площадь неправильной восьмиугольной формы — «идея новая и замечательная по своему эффекту».

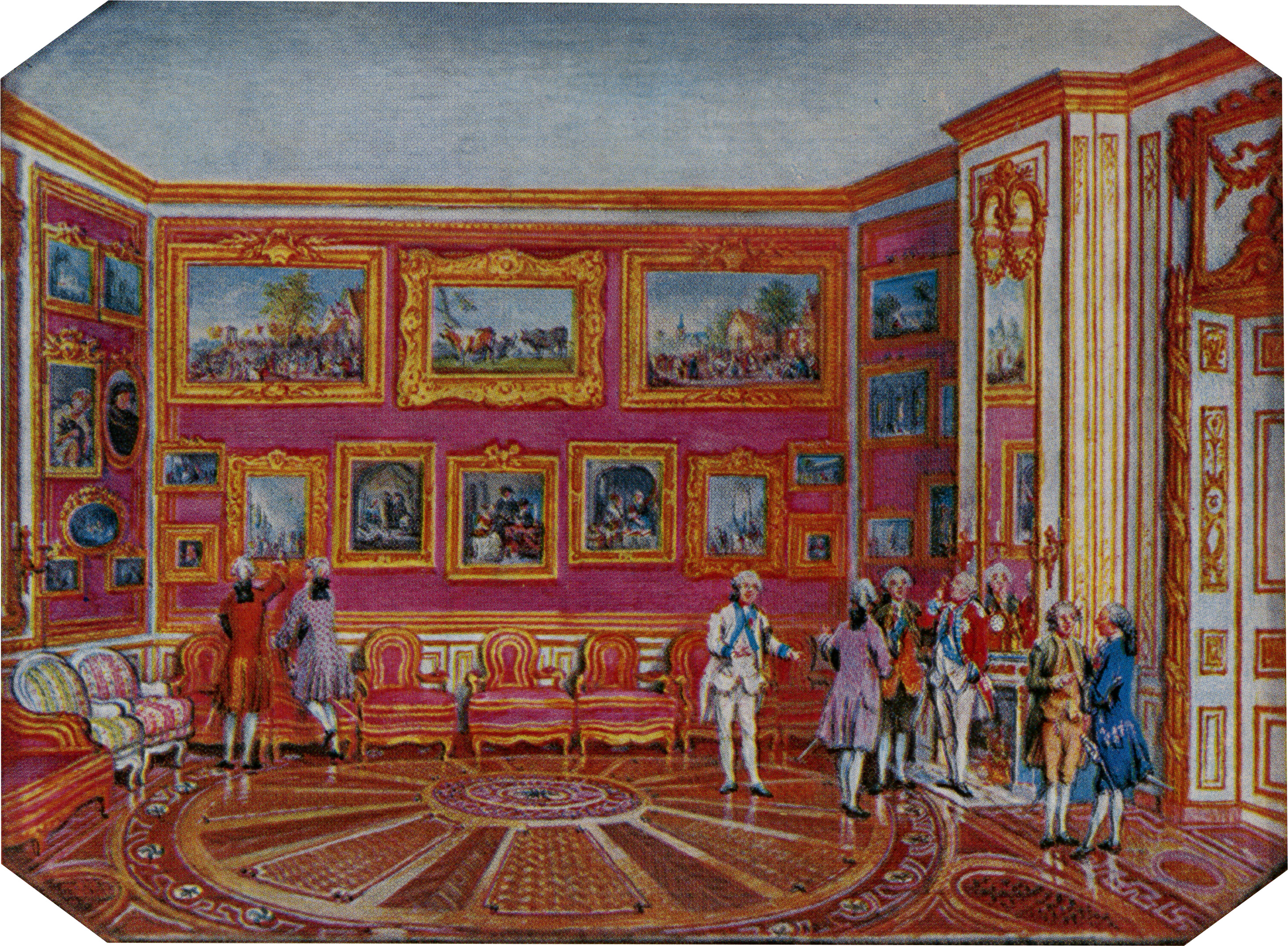
Миниатюра Луи-Николя Ван Бларенберга, на которой представлена часть картинной галереи Кроза, 1770

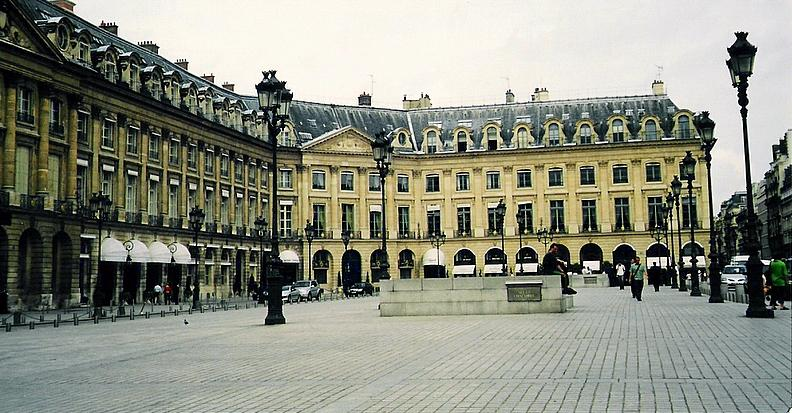
Особняки Кроза и д’Эврё

С самого начала площадь приобрела элитный статус, и проживание здесь было доступно только для богатых финансистов и аристократов, которым они оказывали материальную поддержку. Так, первым свой особняк (№ 17, Hôtel Crozat) закончил Антуан Кроза из знаменитой и богатейшей в то время семьи Кроза (фр. Crozat). Позже для своего зятя Луи Анри де ла Тур д’Овернь, графа д’Эврё он построил ещё более роскошный особняк (№ 19, Hôtel d'Évreux). Его брат Пьер Кроза являлся известным меценатом, был тесно связан с художественным миром и собрал крупнейшую художественную коллекцию в Европе своего времени. Особенно он ценил искусство рококо и покровительствовал Антуану Ватто, который занимался украшением его парижского особняка на улице Ришельё. После смерти Пьера Кроза коллекцию («кабинет»), которая включала 400 картин, 19 000 рисунков, 1 500 резных камней, унаследовали его племянники, а в 1772 году по поручению Екатерины II просветителю-энциклопедисту Дени Дидро, выполнявшему многие её поручения, и при участии Д. А. Голицына удалось договориться с его наследниками о приобретении большей части картин из наследства Кроза из особняка № 17 на Вандомской площади для новоучреждённого Эрмитажа. В этом собрании преобладали картины итальянских, французских, фламандских и голландских мастеров XVI—XVIII века. Они были перевезены в Санкт-Петербург и легли в основу картинной галереи российских императоров, став крупнейшим и ценнейшим в истории пополнением художественных фондов этого музея, особенно подняв уровень собрания итальянской живописи и положив начало собранию французских мастеров крупнейшей картинной галереи мира.

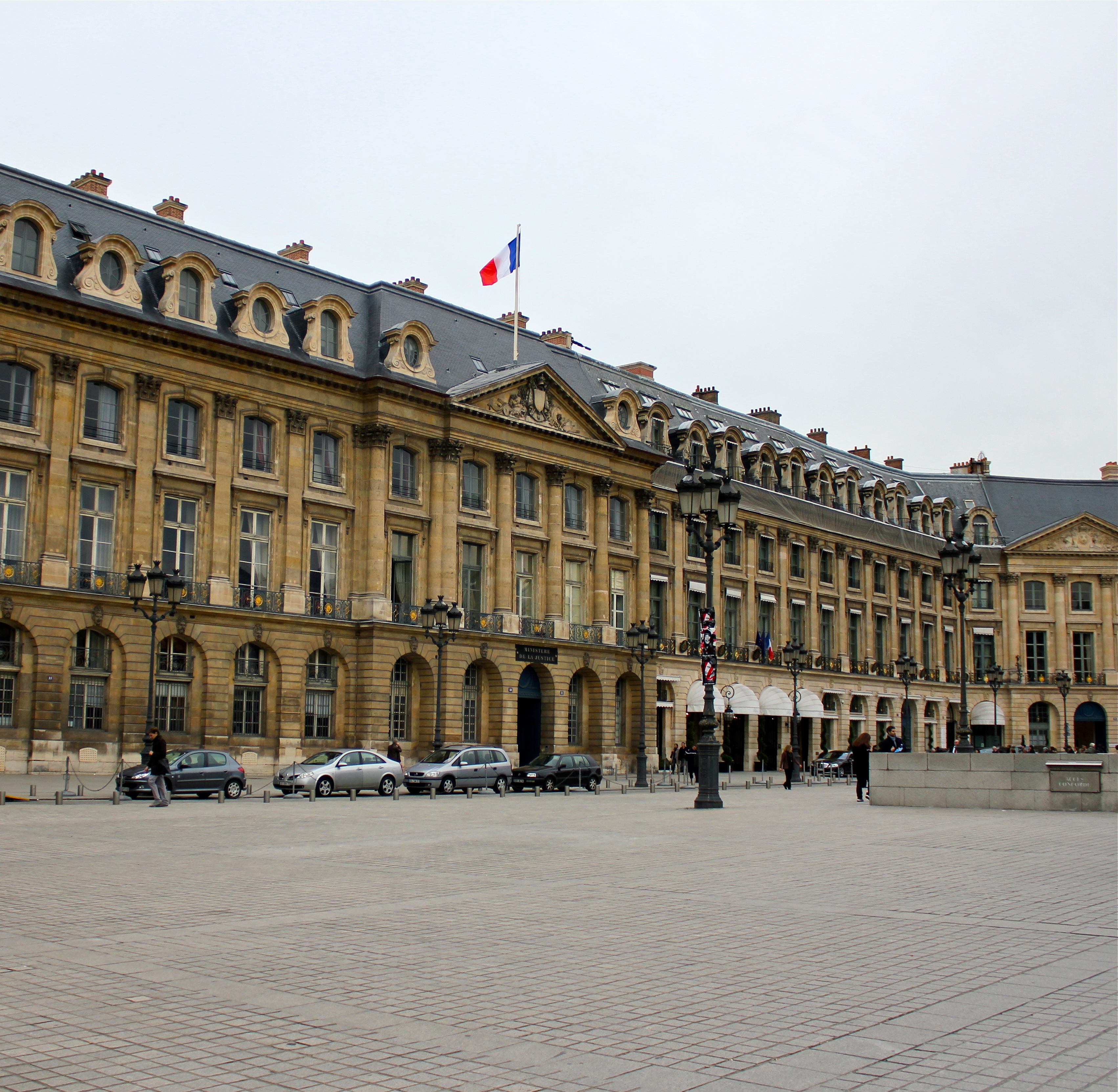
Министерство юстиции Франции (Париж, Вандомская площадь)

Единообразные здания в стиле классицизма, окружающие площадь, были закончены к 1720 году. Фасады окружающих домов, построенных по проекту Мансара, совершенно однотипны по композиции и одинаковы по высоте и украшены колоннами большого ордера, охватывающими второй и третий этажи. Сама же площадь географически была расположена на самой границе города, и большое пустующее пространство для прогулок, известное как «бульвар», протянулось за её северной стороной, а сам этот район получил название «район Людовика Великого».
Андре Моруа писал, что считает эту площадь шедевром: «Это иллюстрация великой эстетической правды, которая вдохновляет художника, когда ему приходится преодолевать препятствия и трудности. Что и происходило в действительности».

Ранее называлась площадью Людовика XIV Великого или площадью Завоеваний. В центре находился бронзовый памятник королю работы скульптора Жирардона, простоявший там ровно сто лет с 12 августа 1692 года по 12 августа 1792 года:
Красивый как Бог, в римских доспехах и пудренном парике, что в свое время вызывало улыбку, король властной рукой сдерживал строптивого коня. Но не прошло и ста лет, как его свергли взбунтовавшиеся санкюлоты. И осталась от Короля-Солнца только одна бронзовая ступня в римской сандалии, бережно хранящаяся сейчас в Лувре. Какое-то время площадь, переименованная в площадь Пик, пустовала. Осиротевший пьедестал служил иной раз театром для пышных погребальных церемоний героев Революции.— В. П. Некрасов. «Мраморная крошка» (Быль)

### Вандомская колонна

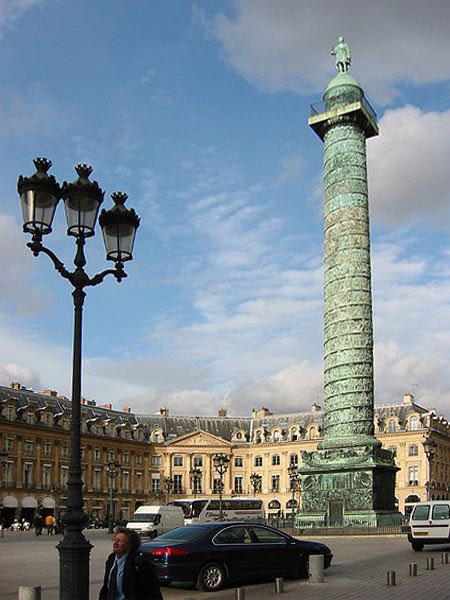
Вандомская колонна

В центре Вандомской площади установлена 44-метровая Вандомская колонна со статуей Наполеона наверху, выполненная по декрету от 1 января 1806 года, в память побед, одержанных им в кампанию 1805 года. Возводилась с 25 августа 1806 года по 15 августа 1810 года по образцу римской колонны Траяна. Во время Парижской коммуны, когда по её приказу было принято решение снести колонну, площадь называлась площадью Интернационала. В 1875 году во времена Третьей республики колонну восстановили.

### Достопримечательности
На западной части площади под № 15 находится основанный в 1898 году Цезарем Рицем роскошный отель «Риц». С 1979 года «Риц» принадлежит египетскому миллиардеру Мохамеду аль-Файеду, отцу погибшего вместе с принцессой Дианой Доди аль-Файеда. Именно из отеля Риц выехал Мерседес аль-Файеда в ту ночь, когда произошла авария под площадью д’Альма. Среди других знаменитостей, останавливавшихся в отеле «Риц», — графиня ди Кастильоне и Коко Шанель (прожившая там последние 37 лет жизни), Эрнест Хемингуэй, Скотт Фицджеральд, Чарли Чаплин, Марсель Пруст и другие. В этом отеле, про который Хемингуэй писал: «Когда я задумываюсь о жизни в раю, воображение всегда переносит меня в парижский Ritz», происходит действие его позднего рассказа «Комната на стороне сада» (англ. A Room on the Garden Side, 1956). В 1956 году в подвале отеля был обнаружено два сундука со старыми записными книжками и материалами американского писателя о его жизни в Париже, считавшимися ранее безвозвратно утраченными и о пропаже которых он очень сожалел; на основании этих записей он создал свою последнюю книгу «Праздник который всегда с тобой», изданную посмертно в 1964 году. В его честь были названы бар и номер отеля (Suite Ernest Hemingway). Также отель фигурирует в книге и фильме «Код да Винчи». В этом отеле происходит действие фильмов Уильяма Уайлера «Как украсть миллион» и Билли Уайлдера «Любовь после полудня». Также отель присутствует на страницах романов Ремарка «Жизнь взаймы» и Агаты Кристи «Тайна «Голубого поезда»». Кроме того, площадь представлена в кинематографе в следующих фильмах: «Фантомас», «Красный круг», «Вандомская площадь», «Босс» (фр. Le pacha, 1968), «Призрак с шофёром» (фр. Fantôme avec chauffeur, 1996), «Трое волхвов» (фр. Les Rois mages, 2001), «Клиент» (фр. Cliente, 2008) и др.
В особняке № 12 в 1849 году умер Шопен. В этом же здании Наполеон III познакомился со своей будущей женой Евгенией. В доме № 206 располагался семейный пансион, в котором жил в 1857 году Иван Тургенев. В этом же пансионе и в том же году останавливался Лев Толстой во время своего пребывания в Париже. В 1860 году Тургенев переехал из пансиона в этот дом, где начал работу над романом «Отцы и дети».
В то время, когда Толстой был в Париже во время своего первого заграничного путешествия, колонна ещё завершалась статуей Наполеона. Согласно дневниковым записям, 7/19 марта Толстой «встал раньше, ‹…› пошёл ходить на Colonne Vendome и по бульварам». По-видимому, эта запись означает, что по внутренней лестнице в те времена ещё можно было подняться наверх.

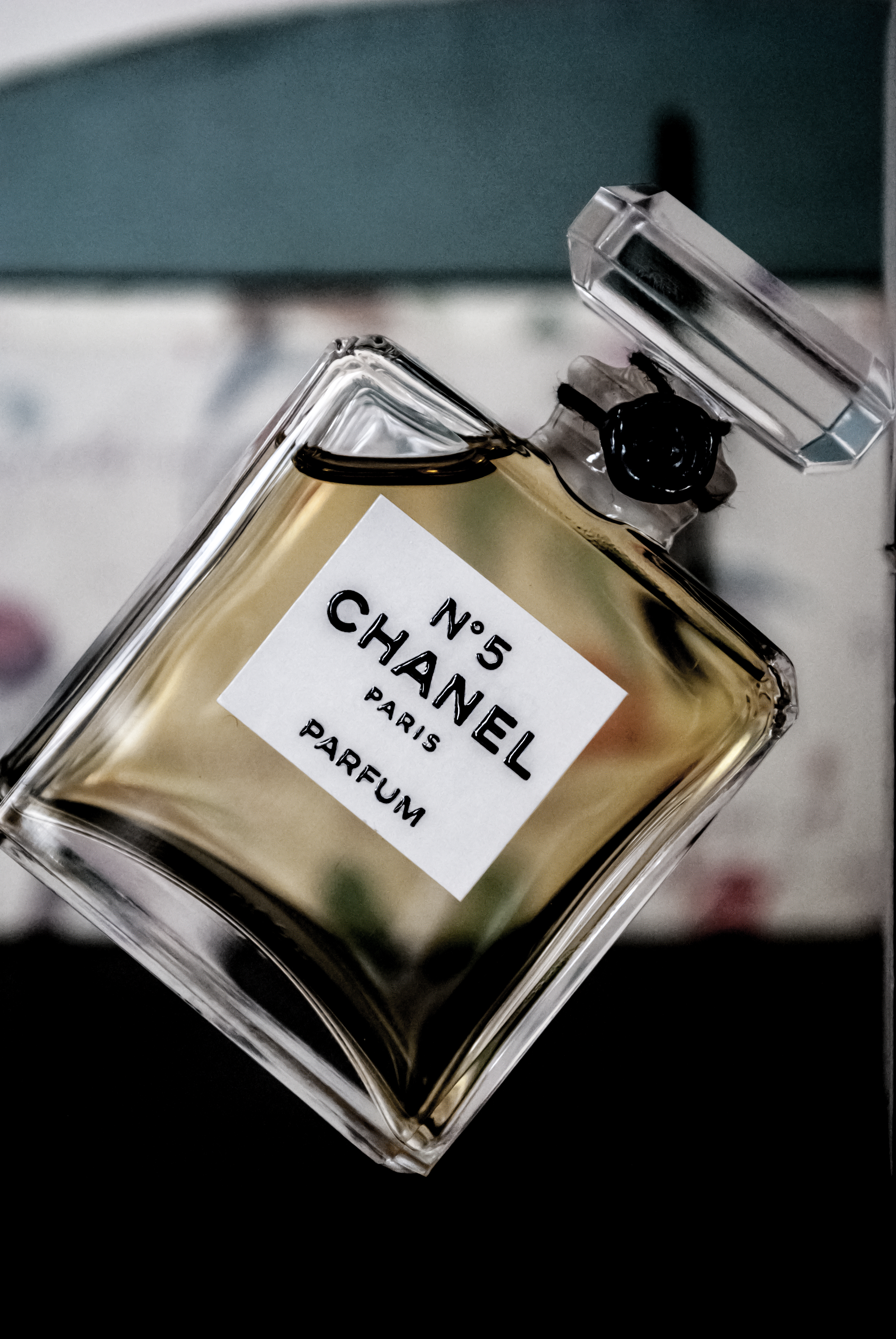
Духи Chanel Nº 5

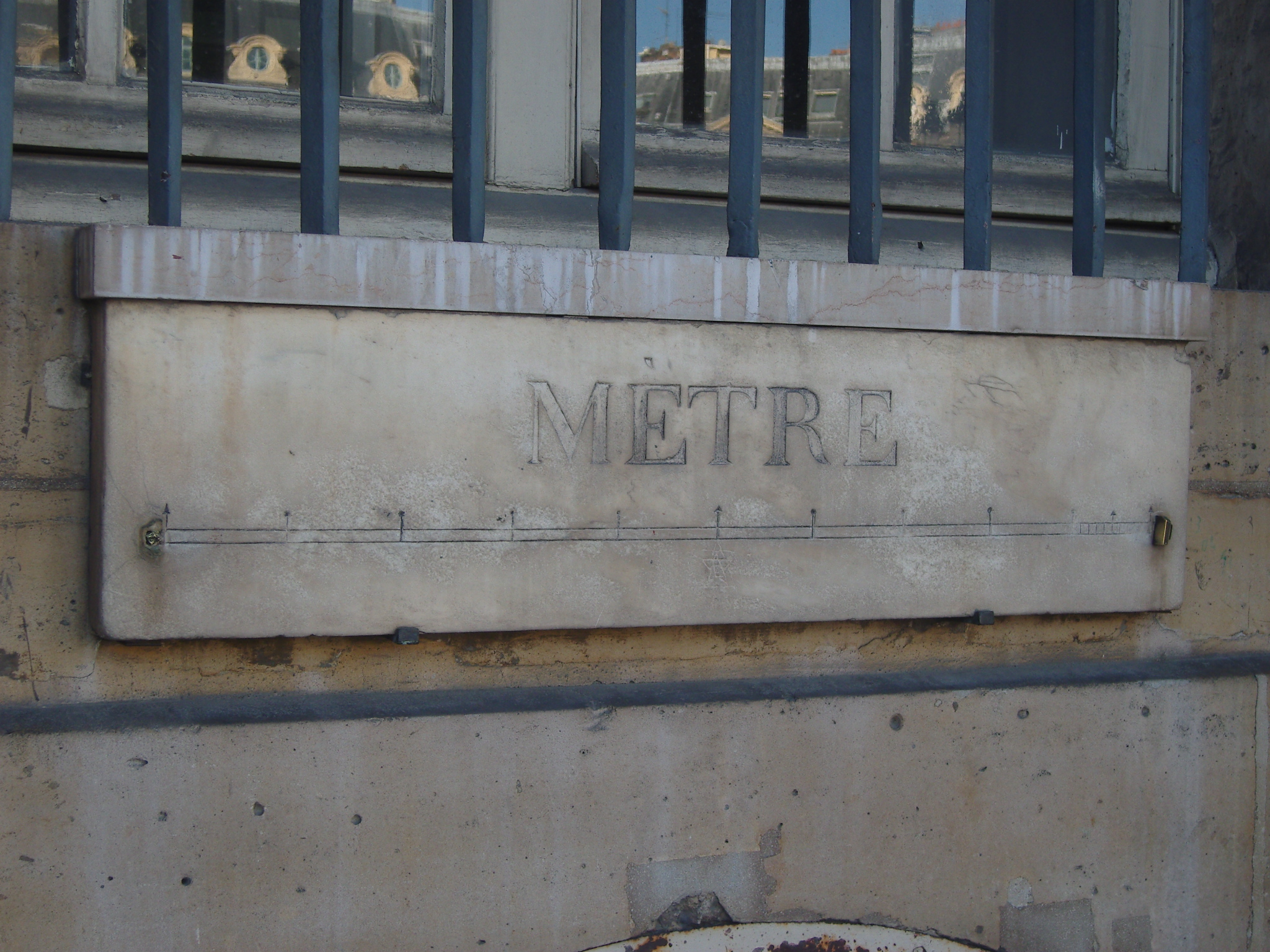
Эталон метра на фасаде здания, расположенного на площади

В доме № 21 начиная с 1934 года находился модный дом Эльзы Скиапарелли.
На Вандомской площади расположено множество бутиков, в том числе ювелирных, например, штаб-квартира Chanel, бутики Cartier и Chaumet. Восьмиугольная крышечка духов Chanel № 5 повторяет очертания Вандомской площади. В 1987 году компания Chanel вышла на часовой рынок, и её первой мужской моделью часов стали Première, по дизайну повторяющие очертания камня огранки «эмеральд», крышки флакона Chanel № 5 и восьмиугольных очертаний Вандомской площади.
На одном из зданий Вандомской площади находится выполненный из мрамора эталон метра — один из двух сохранившихся в Париже и 4-х во всей Франции (изначально в городе их было 16). Они устанавливались между февралём 1796 и декабрём 1797 года в наиболее посещаемых местах города по решению Конвента в целях продвижения метрической системы.